# Esteban López Morago
Esteban López Morago (ou Estêvão Lopes Morago) (Vallecas, c.1575 - Viseu (?), após 1630) é um compositor espanhol que estudou, viveu, trabalhou e morreu em Portugal.

## Edições Musicais (Partituras)
- Joaquim, Manuel, "O Te-Deum do Licenciado Lopes-Morago", Sep. da Revista Brotéria , v. 30, fasc. 5 (Maio), Lisboa, 1940.
- Joaquim, Manuel, Várias obras de música religiosa "A Cappela": Estevão Lopes Morago: ed. preparada, ante os textos originais, Portugaliae Musica, vol. IV, Lisboa, Fundação Calouste Gulbenkian, 1961.

## Gravações
- 1993, Portuguese Renaissance Music, Voces Angelicae, Teldec Classics International 4509-93690-2
  - includes 5 works by Morago.
- 1994, Music of the Portuguese Renaissance, Pro Cantione Antiqua, Hyperion CDA66715
  - includes 10 works by Morago